# 長岡嶺
長岡嶺，原寫為長崗嶺，是臺灣新竹縣湖口鄉的一個傳統地域名稱，位於該鄉東北部。相較於今日行政區，其範圍大致與長嶺村相近。

## 歷史
台灣清治末期至日治初期，長岡嶺地區為一街庄，稱為「長崗嶺庄」，隸屬於竹北二堡。該庄東北與上四湖庄為鄰，東南與崩坡下庄、北窩庄為鄰，西南邊為大湖口庄為鄰，西北邊為上北勢庄。
1901年（日治明治三十四年）11月，全台廢縣廳改設二十廳，該庄隸屬於新竹廳。1909年（明治四十二年）10月，合併二十廳為十二廳，該庄隸屬不變。1920年（大正九年），廢十二廳改設五州二廳，該庄改制並雅化為「長岡嶺」大字，隸屬於新竹州新竹郡湖口庄，大字下有「嶺尾」、「四腳亭」、「四湖尾」、「長安」小字名。
戰後湖口庄改制為湖口鄉，隸屬於新竹縣，大字亦改制為村。1950年桃、竹、苗分治，湖口鄉隸屬不變。

## 聚落
本地區發展較早的聚落為四湖、長岡嶺、嶺尾、長安、四腳亭等，在日治期初期的官方地圖上已有記載。除此之外，本地區尚有四湖尾聚落。

## 交通
國道1號又稱「中山高速公路」，是台灣西部兩條縱向高速公路之一，大致以東北東－西南西走向蜿蜒經過長岡嶺地區東南部邊界地帶。境內未設交流道，東側最近的是位於楊梅市區東邊省道台1線交會處的楊梅交流道，西側最近的是波羅汶山南邊的湖口交流道，由此等進入可快速前往台灣西部各地。
省道台1線又稱「縱貫公路」，是台北至屏東楓港的傳統幹道，大致與鐵路並行且位於其西北側經過本地區東南部，向東北可前往楊梅、平鎮、中壢等地，向西南可前往老湖口、山崎、竹北、新竹等地。
省道台31線又稱「高鐵橋下桃園段道路」，是蘆竹至湖口與高鐵並行的平面幹道，大致以東北—西南走向經過本地區中部，向東北可前往楊梅、新屋、中壢、大園、蘆竹的高鐵沿線各地，向西南可前往大湖口地區並止於省道台1線路口。
鄉道竹8線（中平路一段～二段）是新湖口至長安的道路，其東側端點位於本地區東南部長安聚落西北側的省道台1線路口。由此向西北西蜿蜒而行，出邊界後可前往信昌、新湖口並止於新湖口聚落北側的縣道117號路口。

## 學校
- 裝甲兵學校